# Marcos Portillo
Marcos Ezequiel Portillo (* 31. Januar 2000 in Rosario) ist ein argentinischer professioneller Fußballspieler, der als Mittelfeldspieler im Verein Club Atlético Talleres in der argentinischen Primera División, der höchsten argentinischen Fußballliga, spielt.

## Karriere
Portillo stammt aus dem Armenviertel Villa Banana in Rosario in der argentinischen Provinz Santa Fe. Er durchlief die Akademie von Newell's Old Boys und kam 2015 zum Verein, nachdem er in der Jugend bis 2024 bei Tiro Federal und bis 2015 bei Unión de Alvarez gespielt hatte. Im Jahr 2021 unterzeichnete er seinen ersten Profivertrag, und sein Debüt bei den Newell's Old Boys gab er am 12. Dezember 2021 in der argentinischen Primera Division gegen San Lorenzo. Für Newell's absolvierte Portillo mehr als 50 Einsätze in der ersten Mannschaft und nahm an der Copa Sudamericana teil. Im Januar 2024 wechselte er zu Talleres de Córdoba, wo er in der gleichen Woche gegen Gimnasia debütierte und am 30. Januar 2024 beim 2:1-Sieg gegen Huracán sein erstes Ligator für den Verein erzielte.